# Robert Hofstadter
Robert Hofstadter (New York, 5 febbraio 1915 – Stanford, 17 novembre 1990) è stato un fisico statunitense.
Vinse il premio Nobel nel 1961 per la fisica (insieme a Rudolf Ludwig Mössbauer) per i suoi studi pionieristici sullo scattering degli elettroni sul nucleo e per le scoperte conseguenti sulla struttura dei nuclei atomici.

## Biografia
Figlio di immigrati polacchi di origine ebraica, entrò nel City College di New York, dove conseguì il B.S. degree magna cum laude nel 1935, all'età di 20 anni, e fu premiato con il premio Kenyon in matematica e in fisica. Ricevette anche una Charles A. Coffin Foundation Fellowship dalla General Electric Company, che gli consentì di conseguire il suo M.S. e il Ph.D, nel 1938, alla Princeton University.
Hofstadter insegnò alla Stanford University dal 1950 al 1985. Negli ultimi anni si interessò all'astrofisica e applicò le sue conoscenze sugli scintillatori per progettare il telescopio EGRET installato a bordo dell'osservatorio Compton, telescopio spaziale dedicato allo studio dei raggi gamma.
Robert Hofstadter è il padre di Douglas R. Hofstadter (nato nel 1945), scienziato cognitivo e filosofo, famoso per il suo libro Gödel, Escher, Bach: an Eternal Golden Braid, vincitore nel 1980 del premio Pulitzer.

## Opere
Rivelatore di raggi gamma di ioduro di sodio attivato con tallio
Nel 1948 Hofstadter ha depositato un brevetto su questo per il rilevamento di radiazioni ionizzanti da questo cristallo. Questi rivelatori sono ampiamente utilizzati per il rilevamento dei raggi gamma fino ad oggi.
Coniazione del femtometro e la conferenza del Nobel 1961
Robert Hofstadter ha coniato il termine femtometro, simbolo fm, in onore del fisico italiano Enrico Fermi (1901–1954), uno dei fondatori della fisica nucleare, nell'articolo di Hofstadter del 1956 pubblicato sulla rivista Reviews of Modern Physics, "Electron Scattering e struttura nucleare ". Il termine è ampiamente utilizzato dai fisici nucleari e delle particelle. Quando Hofstadter ricevette il Premio Nobel per la Fisica nel 1961, successivamente apparve nel testo della sua Conferenza del Nobel del 1961, "Il metodo di diffusione degli elettroni e la sua applicazione alla struttura dei nuclei e dei nucleoni" (11 dicembre 1961).
Osservatorio Compton Gamma Ray e telescopio EGRET
Nei suoi ultimi anni, Hofstadter si interessò all'astrofisica e applicò la sua conoscenza degli scintillatori alla progettazione del telescopio a raggi gamma EGRET dell'Osservatorio Compton Gamma Ray, intitolato al collega premio Nobel per la fisica (1927), Arthur Holly Compton. Il Dipartimento di Fisica della Stanford University attribuisce a Hofstadter il merito di essere "uno dei principali scienziati che hanno sviluppato l'Osservatorio Compton".